# Sociedad Estatal de Participaciones Industriales
Sociedad Estatal de Participaciones Industriales (SEPI) is de Spaanse staatsholdingmaatschappij. De holding beheert alle aandelen van de Spaanse staat. Via de SEPI investeert Spanje in ondernemingen die van openbaar belang zijn of die gereorganiseerd of geliquideerd worden.
In 1941 werd Instituto Nacional de Industria (INI) opgericht. Deze organisatie had als taak te helpen bij de wederopbouw van Spanje na de bloedige burgeroorlog. Spanje werd op 1 januari 1986 lid van de Europese Unie (EU). De EU legde beperkingen op aan staatssubsidies voor bedrijven. In 1996 werd SEPI opgericht als opvolger van INI.
Anno 2023 had het een meerderheidsbelang in 15 bedrijven, al dan niet beursgenoteerd. SEPI had belangen in:

## Meerderheidsbelangen
Onvolledig
- Correos, het nationale postbedrijf: 100%
- Navantia, Spaanse scheepswerf: 100%
- ENSA, onderdelen en diensten voor energiecentrales: 100%
- Agencia EFE, persbureau: 100%
- SEPIDES, investering in Spaanse bedrijven en bedrijfszones: 100%
- Hunosa, steenkoolmijnbouw en energiemaatschappij: 100%
- SAECA, financiële dienstverlener voor de landbouw-, veeteelt- en visserijsector: 80%
- CETARSA, tabaksverwerking: 79,18%
- ENUSA, levert kernbrandstof aan Spanjes kerncentrales: 60%
- Mercasa, distributie van voedingsmiddelen: 51%
- Tragsa, milieudiensten: 51%.

## Minderheidsbelangen
Ter beurze genoteerd:
- EADS, Europees consortium dat ook de Spaanse vliegtuigbouwer CASA omvat: 4,09%,
- EBRO Foods: 10,36%
- Enagás, eigenaar en beheerder van het Spaanse gasleidingnet: 5%
- International Airlines Group, internationale luchtvaartmaatschappij: 2,53%
- Indra, defensiebedrijf: 28%
- Redeia, de moedermaatschappij van Red Eléctrica die het hoogspanningsnetwerk in Spanje beheert: 20%.

Niet ter beurze genoteerd:
- Alestis Aerospace, luchtvaart: 24,05%
- Corporation RTVE, communicatie: 100%
- ENRESA, nucleair afval: 20%
- HISPASAT, telecommunicatie: 7,41%
- EPICOM, digitale veiligheid: 40%

In 2023 waren de grootste bedrijven Correos, Tragsa en Navantia, deze drie hadden tezamen een aandeel van 89% in de geconsolideerde omzet. Correos was veruit het grootst met een omzet van 2,1 miljard euro en iets meer dan 50.000 werknemers. Tragsa telde 23.000 medewerkers en behaalde in 2023 een omzet van 1,7 miljard euro. Navantia telde 4700 medewerkers en behaalde een omzet van 1,4 miljard euro.